# Montsoreau
Montsoreau è un comune francese di 499 abitanti situato nel dipartimento del Maine e Loira nella regione dei Paesi della Loira. Montsoreau è situata della Valle della Loira nella Francia occidentale sulla Loira, a 160 km (99 miglia) dalla costa atlantica e a 250 km (160 miglia) da Parigi. La città è elencata tra I più bei paesi di Francia e fa parte della Valle della Loira, patrimonio mondiale dell'UNESCO.
Nel 2015, il collezionista francese d'Arte contemporanea Philippe Méaille, associato a Christian Gillet, presidente del dipartimento francese di Maine e Loira, ha firmato un accordo per trasformare il castello di Montsoreau in un museo di arte contemporanea internazionale per i prossimi 25 anni. Il Castello di Montsoreau divenne la sede della collezione Philippe Méaille dedicata al movimento radicale di artisti concettuali Art & Language. Il Castello di Montsoreau è stato ribattezzato Castello di Montsoreau-Museo di Arte Contemporanea.
Montsoreau è stato identificato con il nome Restis (corda o rete da pesca) alla fine dell'antichità classica in quanto porto sulla Loira alla confluenza della Loira e della Vienna. Ha preso il nome di Montsoreau (Monte Soreau) da un promontorio roccioso situato nel letto della Loira e circondato dalle acque. Ci sono stati tre edifici principali su questo promontorio, un tempio gallo-romano o un edificio amministrativo, un castello fortificato e un palazzo rinascimentale.
Montsoreau fu, fino al XVII secolo, un centro di giurisdizione e la signoria di Montsoreau si estendeva dal fiume Loira a Seuilly-l'Abbaye e al castello di Coudray nel sud. Dopo la rivoluzione francese, l'uso di una pietra da costruzione, la pietra di tufo, ha brutalmente fatto crescere la popolazione di 600 abitanti a più di 1 000. Durante la prima metà del XIX secolo la popolazione si mantiene. Questa pietra, facile da lavorare, si è gradualmente esaurita e la popolazione è diminuita per stabilizzarsi nuovamente intorno a 600 persone. Montsoreau quindi, concentrò le sue attività sull'agricoltura, il commercio del vino e il commercio fluviale fino alla fine del XIX secolo. Durante il ventesimo secolo, Montsoreau il commercio terrestre e l'economia del turismo si sostituiscono al commercio fluviale.

## Etimologia
Il nome Monte Soreau (Castrum Monte Sorello, Mons Sorello, Mountsorrell, Monte-Sorel, Monsorel, Munsorel, Muntesorel o Montsorel), appare nella sua forma latina, per la prima volta, nel 1086 in un cartulario. Mons o Monte si riferisce al promontorio roccioso, situato nel letto del fiume Loira, e sul quale è stata costruita la fortezza di Montsoreau. Nessuna interpretazione è stata data del nome Sorello, che si trova in diverse forme latinizzate: Sorello, Sorel, Sorelli.
Il primo nome registrato alla fine del periodo romano era il Domaine de Rest o Restis, Restis (corda o rete da pesca) in riferimento al porto.

### Variazioni del nome
- Montsoreau
- Monsoreau

## Storia

### Preistoria e antichità
Tracce di primi insediamenti e resti più antichi sono arretrati dal fiume, sull'altopiano. Il principale testimone di questa occupazione è il dolmen della Pierrelée, che risale probabilmente al 3° millennio a.C. ed è costituito da sei imponenti lastre di arenaria dura. Montsoreau si trova ai confini dei territori delle tribù galliche di Pictoni, Turoni e Andecavi. Monete e frammenti di piastrelle gallo-romane sono stati trovati a Montsoreau, soprattutto ai margini dell'altopiano, sopra la città. L'asta di una colonna scanalata, scoperta durante gli scavi del castello, potrebbe attestare la presenza di un notevole edificio pubblico sulla cima della roccia di Montsoreau.

### Medioevo

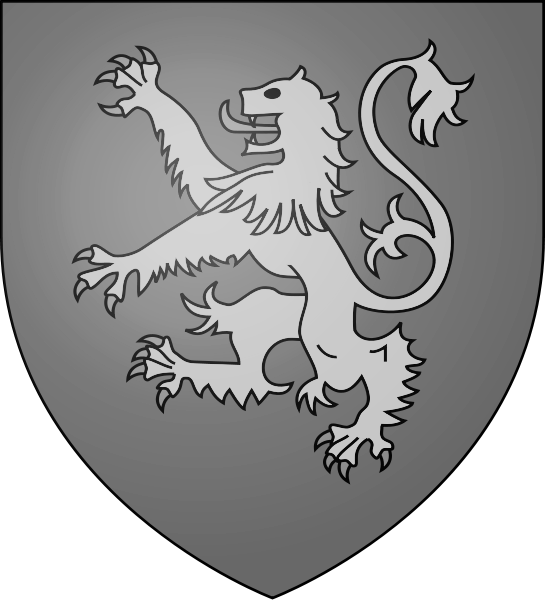
Enrico II d'Inghilterra Enrico II d'Inghilterra assedia e prende Montsoreau nel 1152.

I primi testi che menzionano il dominio di Restis risalgono al sesto secolo. Un atto di Carlo il Calvo indica la presenza, nell'850, di case, un luogo dedicato alla pesca e un porto situato a Rest. A metà del decimo secolo, secondo le narrazioni agiografiche, si fa menzione delle grotte in cui il monaco Absalon, venendo da Tournus, aveva pensato conservare le reliquie di San-Florenzo prima di portarle più a valle e di depositarle a Saumur. Nel 990 il Conte di Blois Odo I costruì una fortezza sulla roccia di Montsoreau e trasformò il villaggio in roccaforte. Il Conte di Angiò, Folco il Nero, prese la fortezza nel 1001 e la affiancò all'Angiò. Folco, che fu uno dei primi grandi costruttori di castelli medievali, lo modificò, e la fortezza rimase sotto il controllo dell'Angiò, mai presa, durante più di 150 anni. Nel 1101, durante l'insediamento della comunità di Fontevraud, l'abbazia di Fontevraud dipendeva da Gautier I di Montsoreau, diretto vassallo del conte di Angiò. La suocera di Gautier, Hersende de Champagne, sarà la prima grande priora dal vivo di Roberto d'Arbrissel. Nel 1156, Guillaume IV de Montsoreau si schierò con Geoffroy Plantagenet contro suo fratello Enrico II Plantageneto, futuro re d'Inghilterra e marito di Eleonora d'Aquitania. Quest'ultimo assediò il castrum e lo prese alla fine dell'agosto 1152, nonostante la resistenza delle fortificazioni. Questo fu l'unico e unico assalto alla fortezza medievale di Montsoreau tra Folco e Jean II de Chambes nel 1450.

### Rinascimento
La storia della piccola città di Montsoreau è molto intricata con la storia del Rinascimento in Europa e più specificamente con la storia del Rinascimento in Francia. Alla fine della Guerra dei cent'anni, Carlo VII e Luigi XI installarono il potere reale a Chinon. Incoraggiarono o ordinarono ai loro signori di costruire nuovi edifici o di riqualificare vecchie fortezze. Iniziò così la costruzione di edifici in un nuovo stile in Francia, dando vita all'architettura rinascimentale, con castelli che saranno chiamati successivamente i castelli della Valle della Loira. Nel 1450, Jean II de Chambes, Primo consigliere di Carlo VII e ambasciatore a Venezia, acquistò la fortezza di Folco III a suo cognato e la distrusse per costruire un palazzo residenziale sulla cima della roccia di Montsoreau (il monte Soreau). Con una mossa senza precedenti, ha costruito il castello di Montsoreau in uno stile residenziale seguendo l'architettura italiana dell'epoca che lo rende il primo edificio rinascimentale in Francia. Il castello di Montsoreau si trovava direttamente sulla sponda del fiume e ancora oggi rimane l'unico castello della Valle della Loira ad essere stato costruito nel letto della Loira.

### Massacro del giorno di San Bartolomeo
Jean IV de Chambes ereditò il castello di Montsoreau. Le sue terre sono erette in baronia nel 1560. La città di Montsoreau è saccheggiata dai protestanti nel 1568; la collegiata Sainte Croix e le fortificazioni della città vengono distrutte. Quattro anni dopo, il 26 agosto 1572, Puygaillard inviò a Jean IV de Chambes l'ordine di eliminare gli ugonotti da Saumur, per poi fare lo stesso ad Angers. Quattro giorni dopo il massacro del giorno di San Bartolomeo (24 agosto 1572), arrivò a Saumur e uccise François Bourneau, luogotenente generale della città. De Chambes, crudele di reputazione, ha combattuto durante l'assedio di Lusignano e la cattura di Fontenay-le-Comte. Spietato, Jean de Chambes faceva regnare il terrore nella regione. La Chiesa riformata di Saumur fu quasi eliminata. Poi andò ad Angers, chiuse le porte delle fortificazioni e riunì iniziò gli ugonotti più noti. Avvisato degli abusi e delle violenze del suo governatore, Carlo IX gli inviò finalmente un richiamo all’ordine il 14 settembre 1572. Nel 1573, la sua baronia fu elevata al grado di contea.

### Rivoluzione francese e industrializzazione
Il 14 luglio 1789, durante l'assalto alla Bastiglia), Yves Marie du Bouchet de Sourches era Conte di Montsoreau e proprietario del castello di Montsoreau. L'11 novembre 1789, l'assemblea costituente nazionale decretò che "ci sarà un comune in ogni città, paese, villaggio o comunità di campagna". Anche se la rivoluzione francese ebbe un impatto importante su di lui in quanto conte di Montsoreau, questo impatto fu molto più limitato sulla sua proprietà del castello di Montsoreau. Il castello di Montsoreau rimase nelle sue mani fino alla sua vendita nel 1804. La rivoluzione suscitò un periodo di prosperità per la piccola città, famosa fin dal XVII secolo per la qualità della pietra di tufo, dei vini e della frutta. L'industrializzazione dell'estrazione della pietra fu la diretta conseguenza della straordinaria crescita urbana. Più che facilitato, è stato reso possibile dal fiume che ha permesso l'intensificazione del commercio e del trasporto fluviale. La pietra di tufo veniva esportata a livello regionale, in città lungo le rive del fiume, Angers, Rennes, Nantes e Le Mans e anche sorprendentemente fino ai Caraibi. Le fabbriche navali furono sostituite da mulini a vento, poiché la popolazione della piccola città era quasi raddoppiata. L'industrializzazione dei mezzi di produzione a Montsoreau e allo stesso tempo la trasformazione dell'abbazia di Fontevraud in prigione su ordine di Napoleone, trasformò la fisionomia della città. In un primo momento, la costruzione della strada da Chinon a Saumur verso il 1830 permise al villaggio di guadagnare terra sulla Loira. Poi, nel 1896, la costruzione della linea di tram Saumur-Montsoreau-Fontevraud migliorò le condizioni di circolazione.

### Seconda guerra mondiale: i cadetti di Saumur

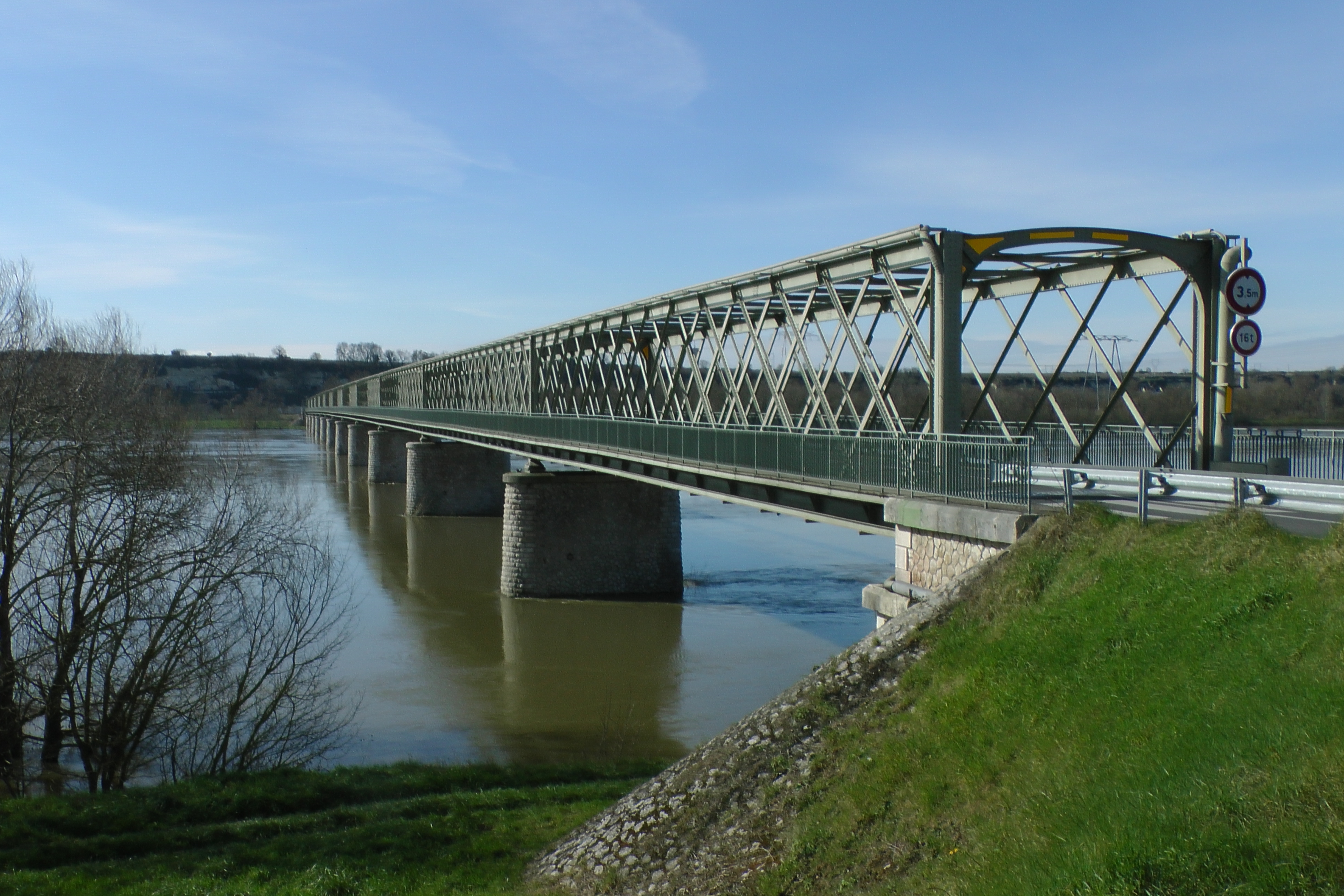
Primo atto di resistenza durante la Seconda guerra Mondiale in Francia, la notte del 18 giugno 1940, i cadetti di Saumur fanno esplodere i ponti Montsoreau, Saumur e Gennes.

Nel giugno del 1940, studenti adolescenti della scuola di cavalleria, ancora sotto allenamento e con armi derisorie (compresa una pistola dell'artiglieria dal museo scolastico), lottarono eroicamente contro un'intera divisione panzer tedesca per quasi tre giorni in Montsoreau, Saumur e Gennes. Quest’evento divenne una leggenda in Francia. - Per Honor Alone, Roy Macnab, gennaio 1989.
La battaglia di Saumur è considerata il primo atto di resistenza della Seconda Guerra Mondiale in Francia dopo l'ordine di Maréchal Petain di cessare il fuoco il 17 giugno 1940. Dopo l'offensiva tedesca del maggio 1940, mentre il nemico avanzava verso la Senna, il generale Weygand, ordinò di difendere tutti i fiumi che avrebbero potuto bloccare il sud della rotta dell'invasione. Così fu deciso il principio della difesa della Loira. Alla Scuola nazionale di cavalleria, comandata dal colonnello Michon, è stata attribuita l'area dalla confluenza dei fiumi Vienne e Loire a Montsoreau, a Gennes, un fronte lungo di 40 km. Sebbene il maresciallo Pétain avesse dato l'ordine di cessare i combattimenti il 17 giugno, il colonnello Michon riteneva che il prestigio e l'onore della Scuola nazionale di cavalleria lo obbligassero, nonostante questo ordine, a combattere a Saumur ed evitare (anche con mezzi deboli), che i tedeschi attraversassero la Loira. 790 aspiranti liberi della riserva di cavalleria, addestrati a Saumur dal maggio 1940, furono schierati in 27 brigate in vari punti strategici. La notte del 18 giugno, la loro prima azione militare fu l'esplosione dei quattro ponti strategici sul fiume Loira, uno a Montsoreau, due a Saumur e uno a Gennes. Per tre giorni, circa 2 000 uomini hanno combattuto contro tre divisioni Panzer tedesche, con 40 000 uomini, in difficoltà, con materiale di addestramento, senza supporto aereo, senza speranza, ma non senza brio. I cavalieri tedeschi non hanno fatti prigionieri questi giovani combattenti inesperti che loro stessi chiamavano "Kadetten" (i Cadetti) e li hanno liberati rendendo omaggio al loro coraggio. Questo nome rimase da allora in poi.

## Geografia

### Ubicazione
Montsoreau si trova al centro della Valle della Loira, nel nord-ovest della Francia, a 160 km (99 miglia) dall'Oceano Atlantico e a circa 12 km (7,5 miglia) da Saumur, Chinon e Bourgueil. Si trova nel dipartimento sud-orientale del Maine e Loira, a circa metà strada tra Parigi e Bordeaux. Il villaggio è al crocevia delle tre principali regioni amministrative Paesi della Loira, Centro-Valle della Loira e Nuova Aquitania, e dei tre dipartimenti di Maine-e-Loira, Indre e Loira e Vienna.
Montsoreau fa parte dell'area metropolitana di Saumur Valle della Loira. E situato al confine di comuni dei dipartimenti Maine e Loira e Indre e Loira. Questi comuni sono: Candes-Saint-Martin, Chouzé-sur-Loire, Fontevraud-l'Abbaye e Turquant.

### Vicino a Montsoreau
- Varennes-sur-Loire
- Chouzé-sur-Loire
- Bourgueil
- Langeais
- Candes-Saint-Martin
- Chinon
- Couziers
- Fontevraud-l'Abbaye
- Roiffé
- Loudun
- Brézé
- Montreuil-Bellay
- Souzay-Champigny
- Doué-la-Fontaine
- Turquant
- Saumur

### Idrologia
Il fiume Loira, soprannominato l'ultimo fiume selvaggio in Europa, è il fiume più lungo in Francia (1 006 chilometri (625 mi)). È una delle principali attrazioni turistiche di Montsoreau. E alla confluenza del fiume Vienne e del fiume Loir anche la Loira diventa più larga. A valle, sono già state le acque gonfiate del fiume Indre e del fiume Cher. Il letto del fiume è cambiato considerevolmente nel corso dei secoli, e vale la pena notare che la confluenza con il fiume Vienne era a Saumur prima della grande alluvione del gennaio 1496.

### Clima
| Montsoreau, Montreuil-Bellay (2018) | Mesi        | Mesi        | Mesi        | Mesi        | Mesi        | Mesi        | Mesi        | Mesi        | Mesi        | Mesi        | Mesi        | Mesi        | Stagioni | Stagioni | Stagioni | Stagioni | Anno  |
| Montsoreau, Montreuil-Bellay (2018) | Gen         | Feb         | Mar         | Apr         | Mag         | Giu         | Lug         | Ago         | Set         | Ott         | Nov         | Dic         | Inv      | Pri      | Est      | Aut      | Anno  |
| ----------------------------------- | ----------- | ----------- | ----------- | ----------- | ----------- | ----------- | ----------- | ----------- | ----------- | ----------- | ----------- | ----------- | -------- | -------- | -------- | -------- | ----- |
| T. max. media (°C)                  | 11,3        | 6,9         | 12,4        | 18,6        | 22,2        | 25,2        | 28,4        | 27,8        | 24,9        | 19,5        | 12,6        | 10,2        | 9,5      | 17,7     | 27,1     | 19,0     | 18,3  |
| T. min. media (°C)                  | 6,2         | 0,4         | 4,3         | 8,1         | 10,2        | 14,5        | 16,4        | 14,7        | 11,1        | 8,5         | 5,5         | 5,2         | 3,9      | 7,5      | 15,2     | 8,4      | 8,8   |
| T. max. assoluta (°C)               | 15,3 (2018) | 13,0 (2018) | 18,3 (2018) | 28,7 (2018) | 28,8 (2018) | 32,9 (2018) | 35,0 (2018) | 35,7 (2018) | 31,5 (2018) | 26,9 (2018) | 18,4 (2018) | 16,1 (2018) | 16,1     | 28,8     | 35,7     | 31,5     | 35,7  |
| T. min. assoluta (°C)               | −0,4 (2018) | −7,6 (2018) | −3,0 (2018) | 2,4 (2018)  | 1,6 (2018)  | 10,1 (2018) | 12,8 (2018) | 7,1 (2018)  | 4,1 (2018)  | 2,0 (2018)  | −4,1 (2018) | −3,3 (2018) | −7,6     | −3,0     | 7,1      | −4,1     | −7,6  |
| Giorni di calura (Tmax ≥ 30 °C)     | 0           | 0           | 0           | 0           | 0           | 2           | 5           | 5           | 3           | 0           | 0           | 0           | 0        | 0        | 12       | 3        | 15    |
| Giorni di gelo (Tmin ≤ 0 °C)        | 1           | 4           | 3           | 0           | 0           | 0           | 0           | 0           | 0           | 0           | 4           | 3           | 8        | 3        | 0        | 4        | 15    |
| Precipitazioni (mm)                 | 66          | 37          | 46,5        | 20,5        | 6,0         | 0,0         | 0,5         | 0,5         | 0,0         | 19,5        | 1,5         | 0,5         | 103,5    | 73,0     | 1,0      | 21,0     | 198,5 |
| Giorni di pioggia                   | 5           | 4           | 5           | 1           | 1           | 0           | 0           | 0           | 0           | 1           | 1           | 0           | 9        | 7        | 0        | 2        | 18    |
| Umidità relativa media (%)          | 88          | 84          | 80          | 77          | 77          | 75          | 74          | 76          | 80          | 86          | 89          | 89          | 87       | 78       | 75       | 85       | 81,3  |

Il clima di Montsoreau, è caratterizzato dal sole alto della Valle della Loira, una regione favorevole per il vino e la frutticoltura. Oltre a questo, ci sono importanti influenze oceaniche e la vicinanza della Loira, dà al villaggio un clima localmente chiamato "dolce". L'estate è calda e secca e l'inverno è mite e umido. Le precipitazioni sono da basse a medie durante l'inter-stagione. Il vento è caratteristico del corridoio della Loira, medio e relativamente costante.

### Aree protette
Montsoreau ha un patrimonio notevole con punti di interesse storici, urbani, naturali e architettonici. La piccola città fa parte del sito del patrimonio mondiale dell'UNESCO della Valle della Loira ed è annoverata tra i più bei Paesi di Francia. Montsoreau ha alcuni edifici degni di interesse dal punto di vista architettonico, con varietà di stili e corprendo un lungo periodo di tempo. Dalla vita sotterranea al castello di Montsoreau, uno dei più famosi castelli della Valle della Loira e l'unico castello della Loira interamente dedicato all'arte contemporanea internazionale. Sebbene la costruzione del ponte di Montsoreau all'inizio del XX secolo abbia completamente modificato il legame tra il paese e il fiume, è comunque una sfida tecnica e un importante progetto architettonico che ha modernizzato Montsoreau. Rimane al giorno d'oggi uno dei ponti più lunghi in Francia.

#### Aree naturali

##### Area naturale sensibile della Valle della Loira
L'ENS Loire Valley (Spazio Naturale Sensibile) comprende la Loira e la sua riva destra e anche parte del villaggio di Monsoreau e dei vigneti della riva sinistra. L’ENS è caratterizzato dalla presenza di molte specie e ambienti di specie di interesse e/o protetti a livello nazionale o regionale. È rappresentato dalle sponde, le isole, i boschi alluvionali e dal letto del fiume Loira. È minacciato dall'aumento della superficie delle piantagioni di pioppo, dall'abbassamento dell'alveo, dall'abbandono degli annessi idraulici e dalle specie invasive.

##### Area Natura 2000 della Valle della Loira da Montsoreau a Ponts-de-Cé
La Valle della Loira Natura 2000 comprende due aree a Montsoreau, una dedicata al fiume Loira e un'altra dedicata alla valle:
- Il sito ZSC (Area speciale di conservazione) Valle della Loira Ponts-de-Cé Montsoreau (FR 5200629) comprende la parte selvaggia del fiume Loira e una parte della sua valle alluvionale. Il maggior interesse del sito risiede nelle aree periferiche del fiume, comprese le tane e altri ambienti acquatici ricchi di vegetazione idrofila, praterie mesofile con bosco igrofile, bosco rivierasco e cenere oxyphile.
- Lo ZPS (area di protezione speciale) Valle della Loira Ponts-de-Cé Valle della Loira (FR 5212003): il sito comprende la valle alluvionale della Loira e i suoi principali annessi (valli, paludi, colline e scogliere).La varietà di ambienti molto favorevoli agli uccelli (scioperi, prati naturali, siepi, ambienti palustri e acquatici, prati boschivi...) è caratterizzata dal contesto geografico e climatico che induce forti e irregolari variazioni di flusso, dall'acqua bassa livello a grandi alluvioni.

##### Parco naturale regionale Loira-Angiò-Turenna
La sede del Parco Naturale Regionale Loira-Angiò-Turenna si trova a Montsoreau. E stato creato nel 1996 e riunisce 141 comuni situati nella regione Centro-Valle della Loira e nella regione Paesi della Loira. Le missioni del Parco sono la protezione e la gestione del patrimonio naturale e culturale, lo sviluppo del territorio, lo sviluppo economico e sociale, l'istruzione e la formazione, la sperimentazione e la ricerca.

#### Patrimonio architettonico

##### UNESCO
Montsoreau e il castello di Montsoreau fanno parte della Valle della Loira tra Sully-sur-Loire e Chalonnes, elencato patrimonio mondiale dell'UNESCO. È stato elencato in base a tre criteri:
- Criterio (i): La Valle della Loira è degna di nota per la qualità del suo patrimonio architettonico, nelle sue città storiche come Blois, Chinon, Orléans, Saumur e Tours, ma in particolare nei suoi castelli di fama mondiale, come il Castello di Chambord.
- Criterio (ii): La Valle della Loira è uno straordinario paesaggio culturale lungo un grande fiume che testimonia uno scambio di valori umani e uno sviluppo armonioso delle interazioni tra gli esseri umani e il loro ambiente nel corso di due millenni.
- Criterio (iv): Il paesaggio della Valle della Loira, e più in particolare i suoi numerosi monumenti culturali, illustrano in modo eccezionale gli ideali del Rinascimento e dell'Età dell'Illuminismo sul pensiero e sul design dell'Europa occidentale. - UNESCO.

##### Monumenti Storici
Monumento Storico è una classificazione conferita ad alcuni siti del patrimonio nazionale in Francia. Questa classificazione è anche una protezione, che interviene su due livelli: un monumento storico può essere classificato o inscritto, classificato significa che l'edificio è di importanza nazionale e inscritto significa che è di importanza regionale. A Montsoreau sono iscritte sette costruzioni, inclusa la chiesa. Il castello è l'unico edificio classificato. C'è un'area protetta di 500 m di perimetro tutto intorno a un monumento storico, in questa zona nuovi edifici e modifiche del vecchio edificio devono essere autorizzati dall'architetto dei Beni Culturali francesi.
I sette edifici elencati sono:
- La Pierrelée: Il dolmen della Pierrelée è una costruzione megalitica preistorica, costituita da blocchi di pietra parzialmente coperti da un tumulo. La sua funzione è incerta. Potrebbe essere stato un luogo di sepoltura, ma anche un'abitazione.
- Chiesa di San-Pietro di Rest: iscritta nel 1952, è una chiesa del XII e del XIII secolo costruita nel letto del fiume Loira. San Pietro è il santo patrono dei pescatori.
- Castello di Montsoreau: classificato nel 1862 come il Castello di Fontainebleau, Les Invalides e Château Gaillard. Sono stati istituiti solo 57 castelli su questo secondo elenco, sotto la supervisione di Prosper Mérimée.

Articolo principale: Château de Montsoreau
- Casa quattrocentesca (Lungoloira): iscritta nel 1952, la torre scalinata e la facciata nord sono elencati.
- Casa del XVII secolo (Lungoloira): iscritta nel 1952, sono elencate la scala esterna e la facciata sud.
- Casa del XVI secolo (Strada Giovanna d'Arco): iscritta nel 1926, è stato elencato il camino del XVI secolo.
- Mulino a vento della Trincea: iscritto nel 1978, è un mulino poligonale del XVIII secolo.

#### Aree urbane

##### Petites Cités de Caractère
Montsoreau è elencata Piccola città di carattere. E una distinzione data a villaggi o città di meno di 6 000 abitanti, la cui agglomerazione deve essere protetta da monumenti storici e avere una struttura abbastanza densa da dargli l'aspetto di una città. Deve essere in possesso di un patrimonio architettonico di qualità e omogeneo, e esercitare o aver esercitato funzioni urbane di centralità o avere una concentrazione di edifici derivanti da un'attività presente o una forte identità passata. Il comune deve avere un programma pluriennale per la riabilitazione e valorizzazione del patrimonio.

##### I più bei paesi di Francia
I più bei paesi di Francia è un'associazione che raggruppa 154 paesi considerati il più belli tra i 32 000 paesi di Francia. Un comitato di selezione studia le domande di adesione presentate dai sindaci dei comuni concernati. Il villaggio deve avere meno di 2 000 abitanti, avere almeno due monumenti storici e una politica di conservazione del paesaggio che deve essere materializzata nei documenti di pianificazione urbana. Dal luglio 2012, l'associazione fa parte dell'associazione dei più bei paesi del mondo.

## Società

### Evoluzione demografica
Abitanti censiti
Le cifra ufficiali della popolazione di Montsoreau riportano 449 abitanti secondo l'INSEE, la città ha perduto così l'1,8% della sua popolazione tra il 2010 e il 2015. La demografia di Montsoreau dipende molto dall'attività della città, dalle seconde case e dai pensionati. L'economia cittadina è incentrata sul turismo e l'agricoltura. Il numero dei suoi abitanti è limitato dai vincoli geografici, dalla densità delle sue costruzioni e dal fatto che una parte della terra della città è dedicata alla viticoltura e alle strutture agricole dei vignaioli (magazzini, cantina, cantine). Tuttavia, la pressione immobiliare è relativamente importante a Montsoreau. Deriva dagli alti livelli di protezione applicati alla pianificazione urbana a causa delle diverse classificazioni territoriali (UNESCO, nazionale, regionale e dipartimentale) e porta naturalmente ad un aumento dei prezzi immobiliari.

## Economia
L'economia di Montsoreau è divisa tra turismo, agricoltura e commercio. Vale anche la pena notare la presenza nella piccola città della sede di una amministrazione pubblica, il Parco Naturale Regionale Loira-Angiò-Turenna, che è la più grande impresa di Montsoreau. Con un museo di arte contemporanea, 14 ristoranti, un campeggio e due alberghi, il turismo è il più grande provveditore di lavoro del comune e aiuta a sviluppare impieghi commerciali.
| Montsoreau, Nantes, Angers, Lyon, Marseille and Paris compared to France | Montsoreau, Nantes, Angers, Lyon, Marseille and Paris compared to France | Montsoreau, Nantes, Angers, Lyon, Marseille and Paris compared to France | Montsoreau, Nantes, Angers, Lyon, Marseille and Paris compared to France | Montsoreau, Nantes, Angers, Lyon, Marseille and Paris compared to France | Montsoreau, Nantes, Angers, Lyon, Marseille and Paris compared to France | Montsoreau, Nantes, Angers, Lyon, Marseille and Paris compared to France | Montsoreau, Nantes, Angers, Lyon, Marseille and Paris compared to France |
| 2015 Census                                                              | Montsoreau                                                               | Nantes                                                                   | Angers                                                                   | Lione                                                                    | Marsiglia                                                                | Parigi                                                                   | Francia                                                                  |
| ------------------------------------------------------------------------ | ------------------------------------------------------------------------ | ------------------------------------------------------------------------ | ------------------------------------------------------------------------ | ------------------------------------------------------------------------ | ------------------------------------------------------------------------ | ------------------------------------------------------------------------ | ------------------------------------------------------------------------ |
| Totale popolazione 2015                                                  | 439                                                                      | 303 382                                                                  | 151 520                                                                  | 513 275                                                                  | 861 635                                                                  | 2 206 488                                                                | 66 190 280                                                               |
| Variazioni popolazione, 2010 fino a 2015                                 | −1,8%                                                                    | +1,3%                                                                    | +0,5%                                                                    | +1,2%                                                                    | +0,3%                                                                    | −0,3%                                                                    | +0,5%                                                                    |
| Densità popolazione (persone/sqmi)                                       | 84,3                                                                     | 4 635,0                                                                  | 3 534,0                                                                  | 4 124,0                                                                  | 3 567,0                                                                  | 8 051,0                                                                  | 104,2                                                                    |
| Reddito mediano delle famiglie (2015)                                    | 19846 €                                                                  | 21263 €                                                                  | 19194 €                                                                  | 22501 €                                                                  | 18131 €                                                                  | 26431 €                                                                  | 20566 €                                                                  |
| Media disoccupati                                                        | 12,7%                                                                    | 17,0%                                                                    | 20,7%                                                                    | 13,9%                                                                    | 18,5%                                                                    | 12,2%                                                                    | 14,2%                                                                    |
| Tasso di residenza primario                                              | 60,5%                                                                    | 90,2%                                                                    | 90,2%                                                                    | 87,8%                                                                    | 89,5%                                                                    | 83,6%                                                                    | 82,5%                                                                    |
| Tasso di seconda casa                                                    | 22,7%                                                                    | 3,5%                                                                     | 2,2%                                                                     | 3,8%                                                                     | 2,9%                                                                     | 8,2%                                                                     | 9,5%                                                                     |
| Imprese (numero)                                                         | 71                                                                       | 33 943                                                                   | 13 064                                                                   | 73 767                                                                   | 88 059                                                                   | 546 320                                                                  | 6 561 692                                                                |
| Densità aziende (imprese/1 000 persone)                                  | 161,7                                                                    | 111,9                                                                    | 86,2                                                                     | 143,7                                                                    | 102,2                                                                    | 247,6                                                                    | 99,1                                                                     |

### Imprese
L'economia della città di Montsoreau è legata al turismo. La città è geograficamente limitata nel suo sviluppo. C'è una proliferazione di piccole imprese, che creano un ambiente molto favorevole per lo sviluppo di queste aziende. La Densità aziendale, è una figura che misura l'ambiente economico, ed è legata al numero di piccole imprese presenti in un territorio, in particolare in Francia. Più alta è questa cifra, migliore è l'ambiente per le imprese. Montsoreau si situa ben al di sopra della media francese con una densità quasi doppia rispetto alla media commerciale francese, davanti a quasi tutte le più grandi città francesi all’eccezione di Parigi.

### Turismo

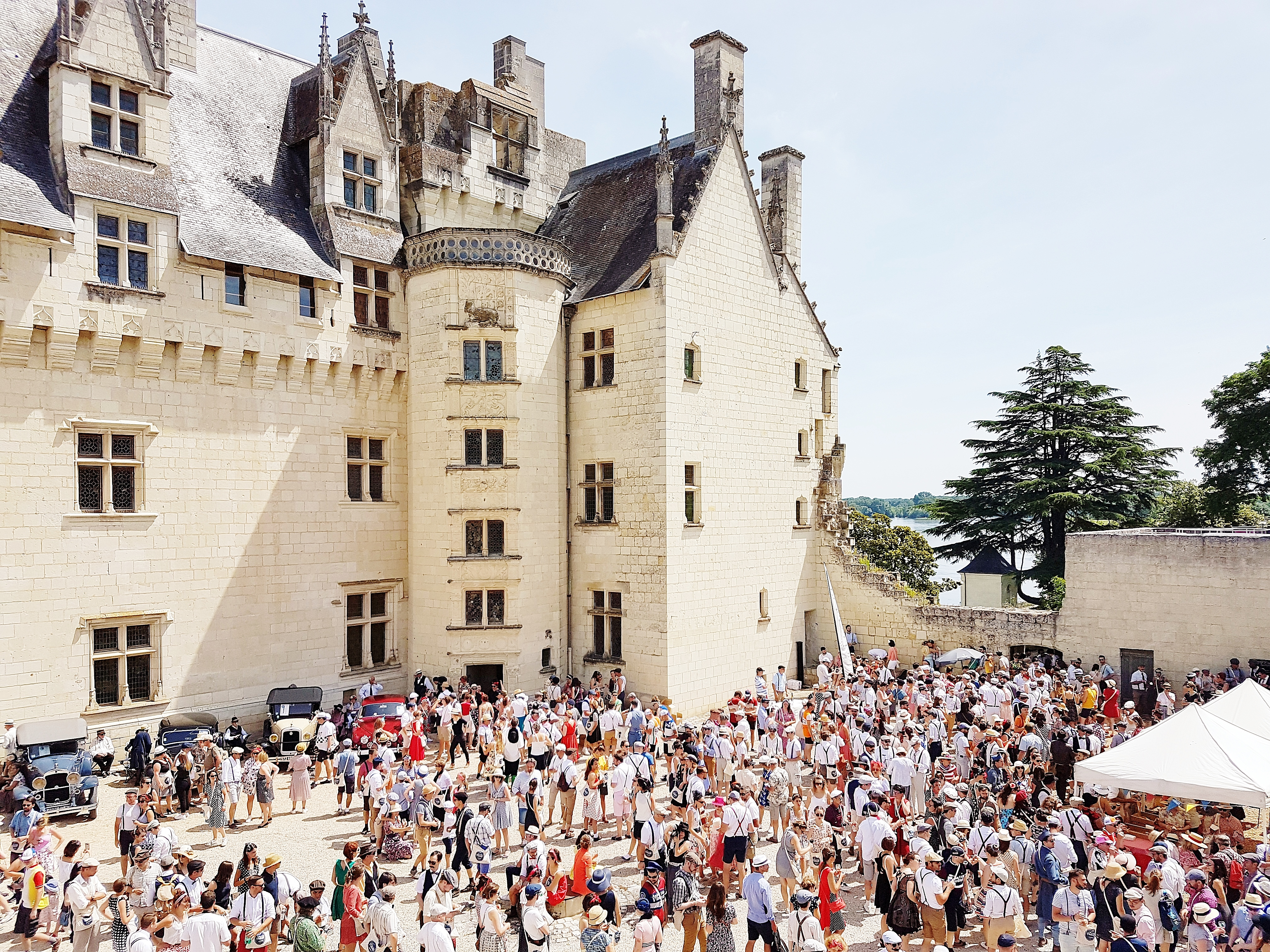
Cortile del Castello di Montsoreau-Museo di Arte Contemporanea durante il Festival Angiò Velo Vintage.

L'identità del villaggio è basata su quella del Castello di Montsoreau, che ha dato il nome al villaggio. L'installazione di un museo di arte contemporanea in questo castello, il primo palazzo rinascimentale in Francia, combinando "l'architettura radicale del Rinascimento con una presenza prevalente nel paesaggio naturale" secondo Philippe Méaille, ha ulteriormente rafforzato l'identità atipica di Montsoreau. Il turismo a Montsoreau implica un gran numero di piccole imprese, legate alla ristorazione e all’attività turistica. L'industria alberghiera tradizionale è rappresentata da alberghi tradizionali e un'offerta di campeggio all'aperto. Tuttavia, negli ultimi anni, una molteplicità di offerte di alloggi in affitto attraverso siti Web come Airbnb si è sviluppata a Montsoreau e nelle città circostanti. Permette al villaggio di adattarsi durante l'organizzazione di eventi importanti riunendo una gran numero di turisti come il mercato delle Pulci di Montsoreau, i fuochi d'artificio del 14 luglio o gli eventi del Castello di Montsoreau-Museo di arte contemporanea.

### Il vino e agricoltura

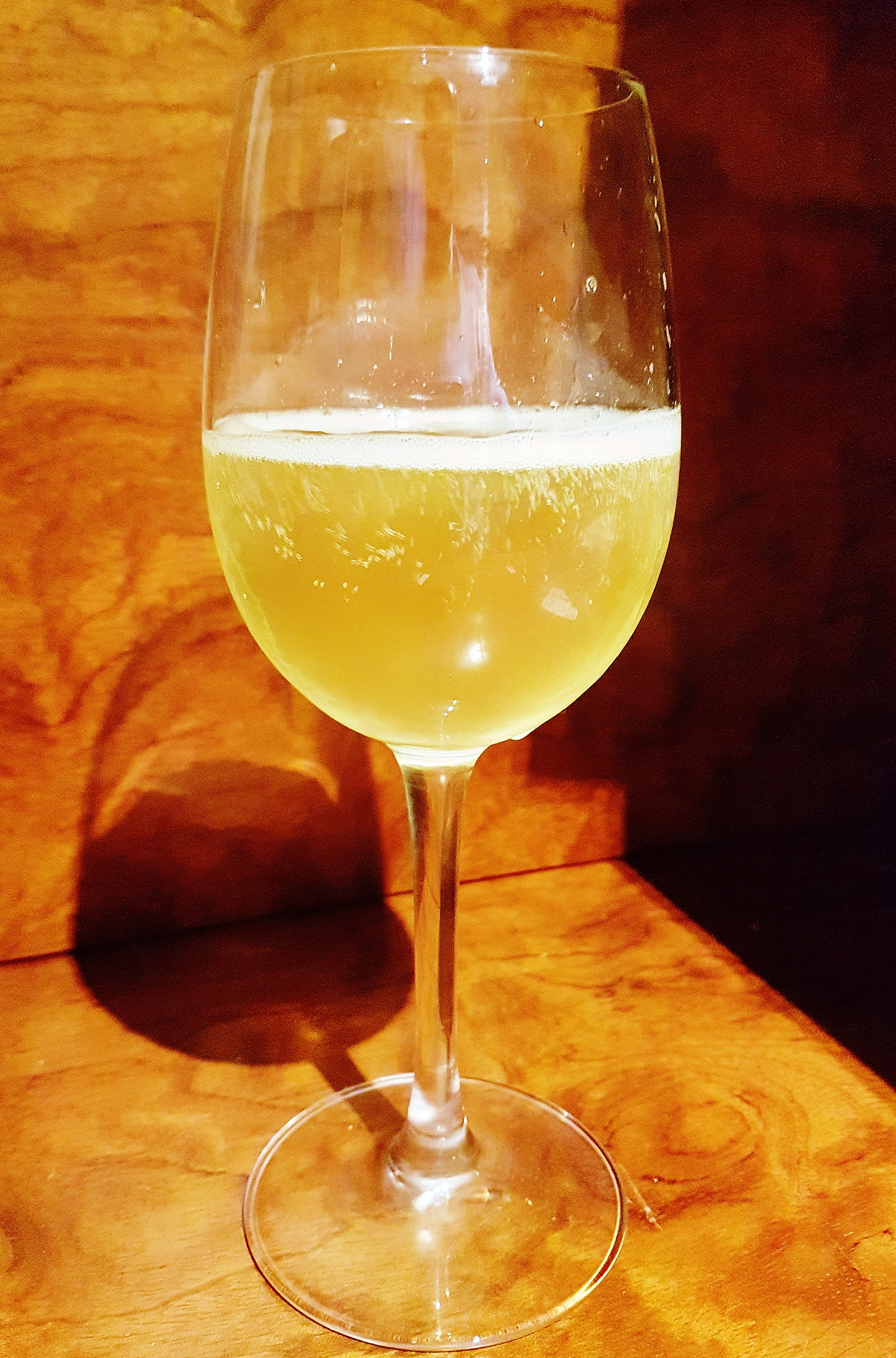
Bulco, un Vino Naturale di Gérard Marula, Valle della Loira

Montsoreau si trova nel cuore della regione vinicola della Valle della Loira che si estende da Nantes a Orleans; da Sancerre e Pouilly-Fumé ai vigneti di Muscadet. Mentre la regione è principalmente dedicata alla produzione di vini bianchi, Montsoreau fa parte della denominazione Colline di Saumur e circondata da cinque denominazioni di origine controllata, Chinon, Saumur-Champigny, Saint-Nicolas de Bourgueil, Bourgueil, Angiò e Turenna, che producono principalmente vini rossi e vini spumanti.

### Enoturismo e Angiò Velo Vintage Festival
L'enoturismo è un turismo relativamente nuovo, in piena crescita, a Montsoreau. Dall'inizio del 2010, il Grande Saumurois, che comprende Montsoreau, ha iniziato a creare prodotti di turismo sportivo che combinano escursioni, ciclismo e degustazioni di vini. Un vignaiolo di Montsoreau (Denis Rétiveau) è diventato anche un marinaio della Loira per unire le degustazioni e la vela. Allo stesso tempo, un festival vintage, Angiò Velo Vintage, che propone gite in bicicletta in costumi vintage attraverso tutto il territorio e degustazioni di vini ha incontrato un successo immediato. La sua edizione 2018 ha registrato più di 50 000 partecipanti.

## Cultura e vita contemporanea

### Arte

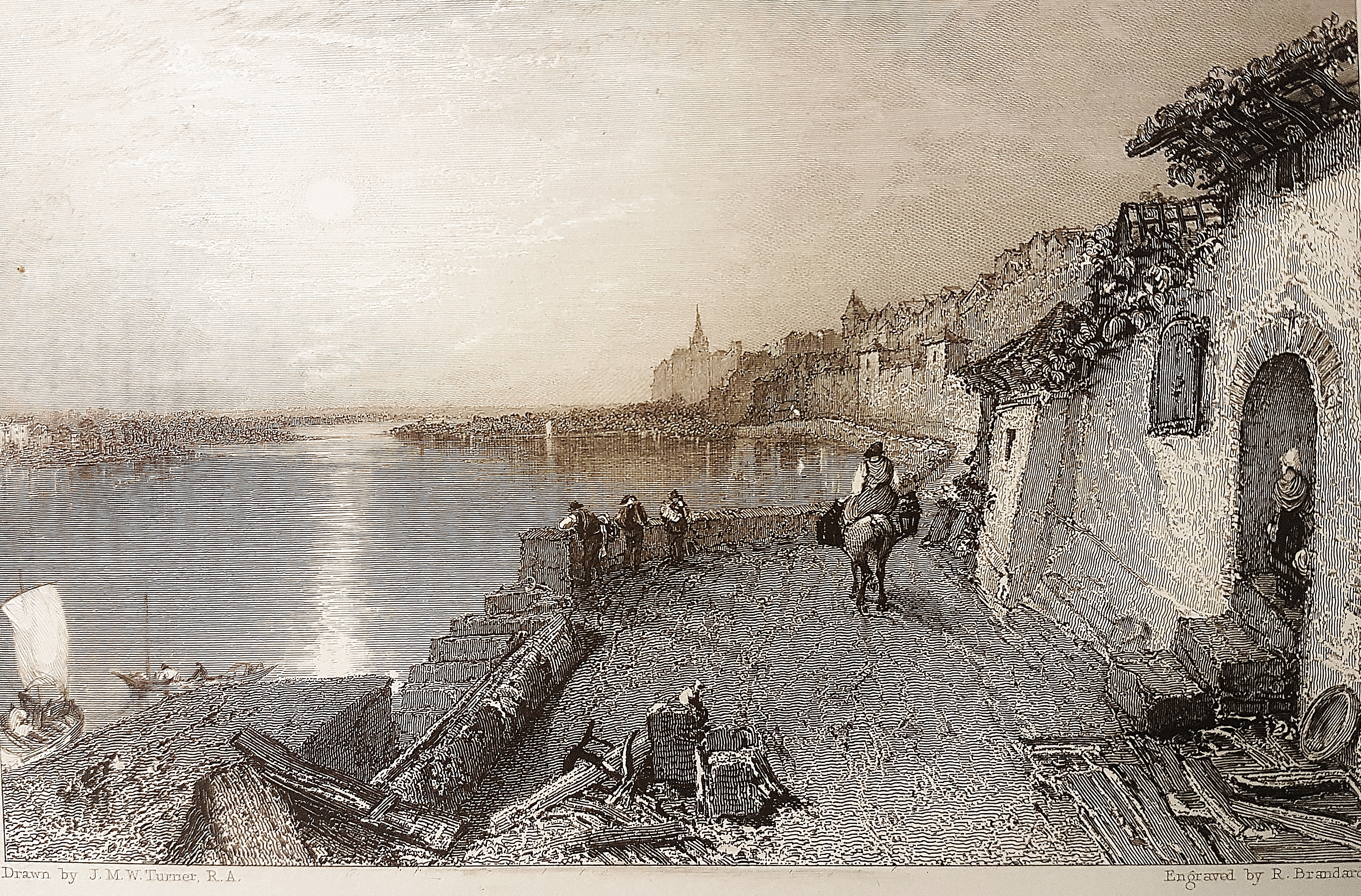
J.M.W. Turner, Rest vicino a Saumur 1826, inciso da Brandard, Castello di Montsoreau-Museo di Arte Contemporanea. Tramonto sulla Loira con il vecchio porte di Montsoreau, la nuova strada e il castello.

Montsoreau è una delle poche città in Francia ad aver sperimentato il Rinascimento già nel 1450 attraverso l'architettura prima con la costruzione del suo castello, poi attraverso la costruzione di edifici civili. Questi edifici sono ancora visibili in città. A metà del XV secolo, quando i re di Francia stabiliscono il loro potere a Chinon e poi a Langeais e Tours, molti artisti come Pierre de Ronsard, François Rabelais e Jean Fouquet, tra i più famosi, stabiliscono a quel tempo la loro residenza nel cuore di quello che sarà chiamato dopo la Valle della Loira e i Castelli della Loira. François Rabelais, che vede il Castello di Montsoreau come è oggi, cita più volte Montsoreau nel suo capolavoro che racconta la vita di Gargantua e Pantagruele. Ma, Montsoreau diventa davvero famosa a livello internazionale solo con gli artisti romantici.
Durante il suo viaggio nella Valle della Loira, JMW Turner immortala la confluenza della Vienna e della Loira con il Castello e il paese di Montsoreau (Il porto di Rest, acquerello su carta, Museo ashmoleano di arte e archeologia, Oxford, inciso da R. Brandard nel 1832). JMW Turner è seguito da Auguste Rodin e Alexandre Dumas. La Dama di Monsoreau di Alexandre Dumas, parte di una trilogia, è uno dei suoi romanzi più famosi, pubblicato nel 1846, tradotto in più di sei lingue e distribuito in tutto il mondo. Questo romanzo è stato adattato tre volte per il cinema, già nel 1909 da Mario Caserini, tre volte per la televisione sotto forma di serie, e adattato anche per una serie di fumetti. Un'opera e un dramma sono stati anche scritti e giocati, e una gran varietà di rose con il nome della Dama di Montsoreau sono state ibridate da Christopher H. Warner nel 2000.

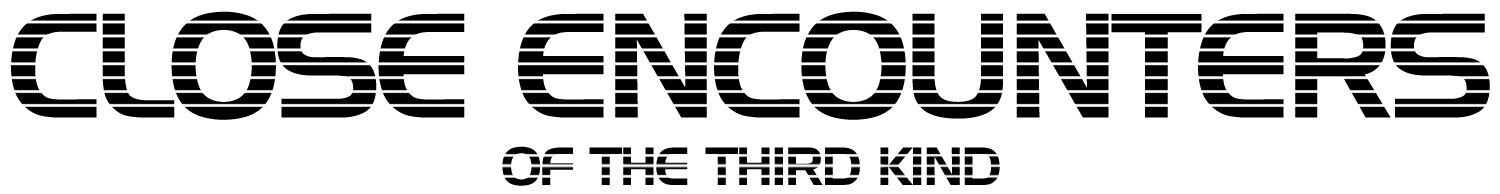
Incontri ravvicinati del terzo tipo Logo

Più recentemente, una notizia nella stampa del luglio 1966 raccontando la lunga osservazione di un UFO in un campo situato a Montsoreau e la scoperta cinque giorni dopo delle tracce del presupposto ufo, attirò l'attenzione generale e quella dei giornalisti francesi. Questo, fino al punto di attirare l'attenzione di esperti nazionali e internazionali come Jacques Vallée. Montsoreau diventa il caso 783 nel suo romanzo Passaporte per Magonia. Jacques Vallée e il cineasta americano Steven Spielberg, durante la stesura della sceneggiatura di Incontri ravvicinati del terzo tipo nel 1977, rendono omaggio al caso Montsoreau che introduce Lacombe nella primissima scena del film (personaggio di Jacques Vallée interpretato da François Truffaut), un esperto francese internazionale è stato uno dei relatori principali della Conferenza di Montsoreau.

#### Arte contemporanea

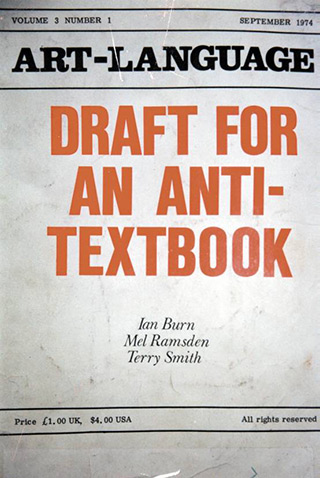
Art & Language, Art-Language The Journal of conceptual art, Vol.3 Nr.1, 1974, Collezione Philippe Méaille, Castello di Montsoreau-Museo di Arte Contemporanea.

Il progetto del Castello di Montsoreau-Museo di Arte Contemporanea inizia a novembre 2014. Nel giugno 2015 Philippe Méaille e Christian Gillet creano una sorpresa in Francia, annunciando congiuntamente la firma di un contratto di locazione enfiteutica (tra il dipartimento del Maine-e-Loira e Philippe Méaille) nella proprietà del Castello di Montsoreau. Il Castello di Montsoreau-Museo di Arte Contemporanea diventa il primo castello della Valle della Loira ad essere trasformato in un museo di arte contemporanea. Nonostante il desiderio di entrambe le parti di creare un museo internazionale di arte contemporanea, e l'abilità di Méaille di dotarla della più grande collezione al mondo di opere degli artisti concettuali Art & Language, e di cogliere l'opportunità di sviluppare il pubblico internazionale della Valle della Loira, l'annuncio crea polemiche. Frédéric Béatse, ex sindaco di Angers e leader politico socialista, protesta contro ciò che definisce «una vendita di un gioiello del dipartimento a un straniero privato». I due funzionari eletti comunali, Gérard Persin e Christian Gillet, entrambi reagirono molto rapidamente a queste proteste durante una conferenza stampa, Gérard Persin affermando: «È un orgoglio essere stati scelti per ospitare un centro di arte contemporanea di fama internazionale». Christian Gillet da parte sua, mettendo il progetto nelle sue ambizioni internazionali e potenziale sviluppo per il territorio: «L'idea di Philippe Méaille, conoscitore e amante del sito, è di installare un centro di Arte contemporanea con la sua collezione, già famosa nel mondo e rinomata, abbiamo considerato sia una sfida interessante », e Méaille per chiarire le sue intenzioni:« Questa partnership pubblico-privata ci è sembrata una soluzione innovativa che sarà integrata nel territorio di Saumur e il suo agglomerato ma anche la vicina Abbazia di Fontevraud ».

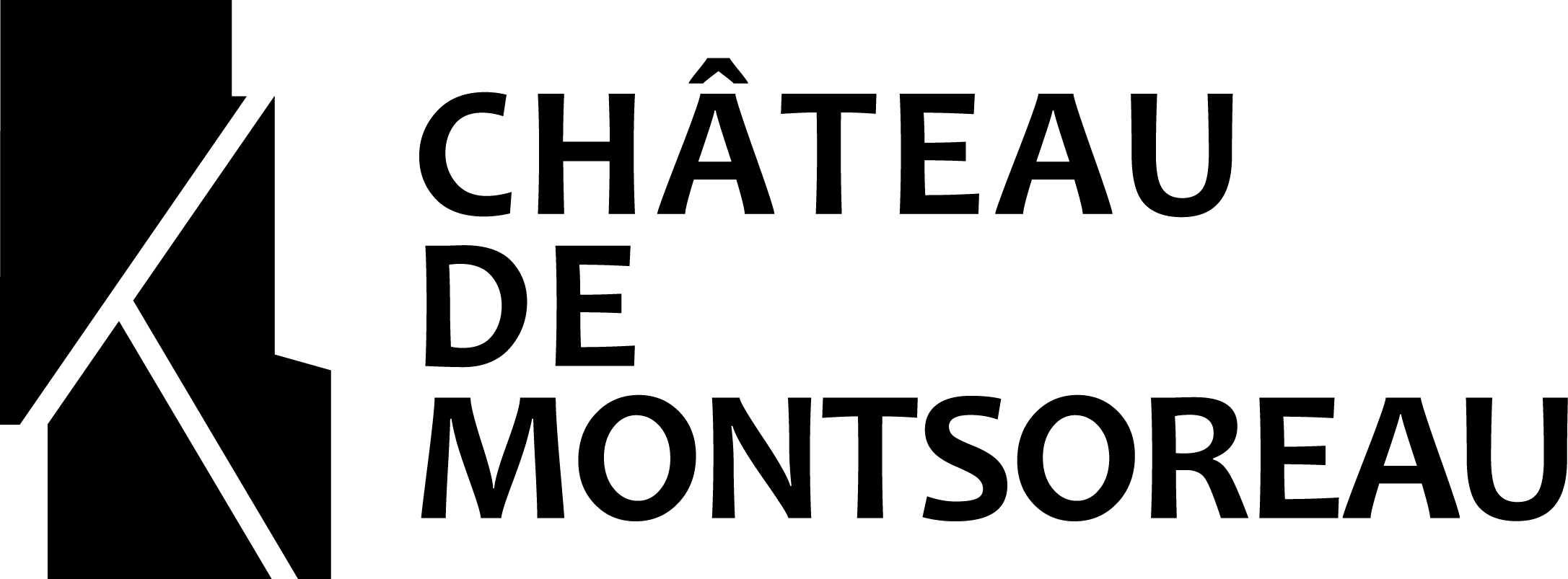
Castello di Montsoreau-Museo di Arte Contemporanea Identità visiva

Dopo una fase di lavoro di otto mesi, il Castello di Montsoreau-Museo di Arte Contemporanea aprì l'8 aprile 2016 facendo della città di Montsoreau una delle più piccole unità urbane in Francia con un museo privato di arte contemporanea. Lo sviluppo e l'urbanistica del castello della Loira, la storia della Valle della Loira e la presenza di una collezione di arte contemporanea sono stati un caso di studio per i 58 studenti della Scuola Camondo durante l'anno accademico 2015-2016. Questa fase di lavoro è stata anche accompagnata da una fase di costruzione di una nuova identità, dalla metamorfosi di un sito storico a un luogo culturale interamente dedicato all'arte contemporanea. Questa nuova identità visiva è stata in parte costruita attraverso la creazione di un logo. Questa fase è stata realizzata grazie a un processo di co-creazione coinvolgente allo stesso tempo il team del Castello di Montsoreau-Museo di Arte Contemporanea e studenti della Scuola delle Belle Arti e Design TALM per "ripensare un sito culturale come spazio per l'interazione sociale". Questo cambio di identità del castello operato in parallelo con una visione urbana del progetto ha avuto un forte impatto sulla presenza del Castello di Montsoreau-Museo di arte contemporanea nella città di Montsoreau. Prima di tutto, durante la Biennale della Valle della Loira, l'accesso ai giardini del castello fu ridisegnato per creare un giardino selvaggio in onore di Miriam Rothschild. Il giardino, in accesso libero, fu integrato nel percorso urbano. E poi, il Castello di Montsoreau-Museo di Arte Contemporanea ha riaperto il suo porto storico e creato un'offerta di crociere tra Saumur e Montsoreau, per evidenziare il fiume Loira come un evidente collegamento turistico tra le diverse città dell'agglomerato di Saumur. Questo porto è anche un mezzo di comunicazione per il Castello di Montsoreau-Museo di Arte Contemporanea per la produzione di film promozionali quando si prestano opere ad altre istituzioni. Nell’ambito della mostra Ten Posters: Illustrazioni per Art-Language, il Castello di Montsoreau-Museo di Arte contemporanea prestò delle opere di Art & Language al centro di arte contemporanea Olivier Debré di Tours. Per materializzare questa collaborazione, fu realizzato un cortometraggio d'azione nello stile di Missione Impossible che prenda per scenario il porte.
Va notato che Montsoreau ha beneficiato della copertura mediatica internazionale dopo la dichiarazione di indipendenza della Catalogna nell'ottobre 2017. Una parte della collezione Philippe Méaille era dal 2010 prestata al MACBA (Museo di Arte Contemporanea di Barcellona) sotto un accordo di prestito a lungo termine. Due giorni dopo la dichiarazione d'indipendenza di Carles Puigdemont, Méaille diffuse un comunicato stampa dal Castello di Montsoreau-Museo d'arte contemporanea per annunciare di non rinnovare il suo prestito all'istituzione catalana. Seguì una polemica, nonostante le sue dichiarazioni sul fatto che il suo gesto non era politico.

#### Eventi
Gli eventi a Montsoreau sono essenzialmente incentrati su tre luoghi, che sono il vecchio-porte, la chiesa di San Pietro e il Castello di Montsoreau-Museo di arte contemporanea. Il ritmo degli eventi stagionale e dipende anche dalle festività del calendario. La stagione musicale di Montsoreau è stata creata dal famoso clavicembalista Mario Raskin nel 1996. Si svolge da fine luglio a metà agosto ed è un festival di musica classica europea che copre la musica dal Rinascimento fino ai giorni nostri. Ferragosto è il giorno del tradizionale Picnic del Castello di Montsoreau-Museo di Arte Contemporanea al quale i residenti della città sono invitati. Il picnic è seguito da un concerto e da un lancio notturno di lanterne volanti che riunisce più di 2000 partecipanti. L'evento di maggior successo che si svolge a Montsoreau è senza dubbio il mercatino delle Pulci di Montsoreau elencato tra i migliori mercatini delle pulci. In pochi anni è diventato il più grande mercato delle pulci della Valle della Loira. Si svolge ogni seconda domenica del mese e attira più di 10 000 visitatori per evento.

### Vino e cucina

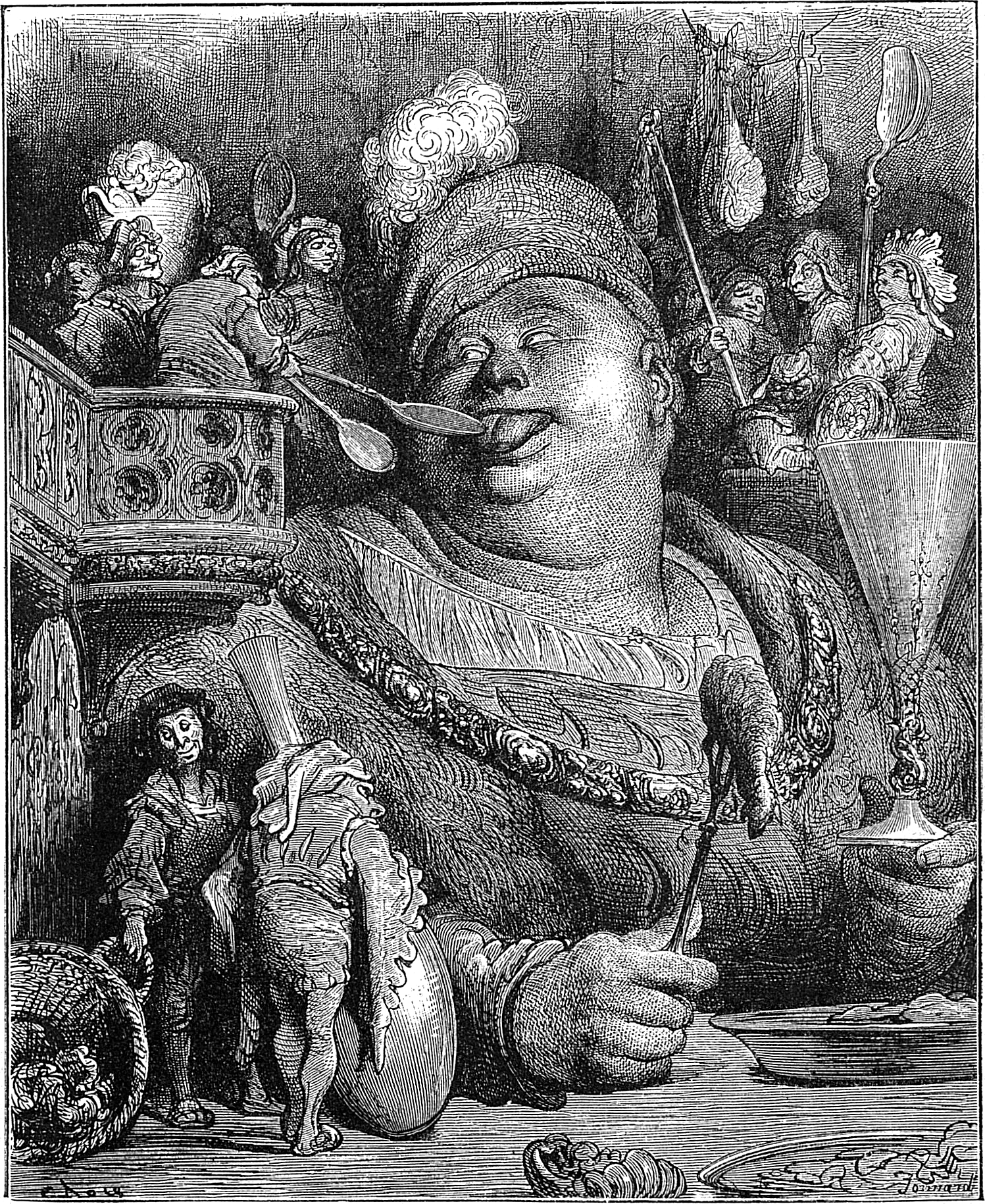
Edizione russa Gargantua

Storicamente, le viti e la cultura del vino furono portate a Nantes dai Romani nel I secolo. Montsoreau si trova nel cuore della cosiddetta Rabelaisie, parte rabelaisiana della Valle della Loira, vale a dire lungo il fiume Loira tra Saumur e Chinon. A livello locale, l'immagine che predomina è quella di Rabelais e del suo gigante Gargantua. Questa immagine si riferisce a Gargantua, con i suoi pasti enormi, le quantità di vini ingeriti e persino a Rabelais del quale si racconta che avesse scritto i suoi libri principali dettandoli a qualcuno durante i suoi pasti. Ma secondo Pierre Beaudry, essere rabelese significa anche:
essere totalmente oltraggioso, volgare, rozzo in ogni modo, assolutamente testardo in materia di verità, implacabile contro l'ipocrisia e contro ogni forma di opinione popolare; ma, anche, in un modo più profondo, significa AXIOM BUSTING.
Pierre Beaudry, rivista Fidelio, vol. IX Nr. 4, Inverno 2000

#### Vino
Montsoreau si trova sulla riva sud del fiume Loira ed è circondato a sud est e ovest dai vigneti di Saumur, Bourgueil e Chinon. Tradizionalmente, la Loira rappresenta il limite settentrionale della produzione di vino rosso in Europa, il fiume fornisce i pochi gradi aggiuntivi necessari per la maturità delle uva durante la vendemmia. Oggi questi vini sono molto famosi per i loro vignaioli che hanno fatto, dalla fine degli anni '90, enormi sforzi per ridurre al minimo l'uso di sostanze chimiche nei loro vigneti e vini. Il Maine-e-Loira diventa la capitale della Francia di quello che oggi è chiamato vini naturali.

#### Cucina
Montsoreau è una città la cui composizione ha subito modifiche e l'apertura al turismo alla fine del XIX secolo, si miscelò con le tradizioni culinarie nazionali. Dalla tradizione angioina, la cucina è diventata gradualmente francese. Lo vediamo oggi dalla presenza nel territorio di Saumur Val de Loire di tre ristoranti con stella Michelin e una grande concentrazione di ristoranti gastronomici. Il Valle della Loira è conosciuto come "il giardino della Francia" e la cucina del territorio si avvale di prodotti locali che sono frutta e verdura, con specialità di funghi Montsoreau (zuppe, funghi farciti), asparagi o il tradizionale Manzo Montsoreliano che viene servito durante la vigilia di San Giovanni. 15 ristoranti e un camion-cibo si trovano nella città di Montsoreau, intorno al castello e sulle rive del fiume Loira, le loro influenze provengono da Bretagna, India, Italia, Stati Uniti, Francia o Angiò.

### Sport
Non esiste una tradizione di sport professionali a Montsoreau, ma il villaggio è molto conosciuto per gli sport soft o il turismo sportivo. Gli sport soft permettono di associare due stati contraddittori, sport e pigrizia, e anche qui Montsoreau è diventato un percorso privilegiato per i dilettanti della Loira in bicicletta, di escursioni in canoë, kayak o backpacking. Un altro sport, o gioco, illustra perfettamente questa idea, la Palla Forte (francese: Boule de fort), patrimonio culturale immateriale recentemente quotato dal Ministero della Cultura francese.

#### Loira in bicicletta
La Loira in bicicletta (francese: Loire à Vélo) è una pista ciclabile di 900 chilometri (560 miglia) che segue le rive del fiume Loira, attraversando i 280 chilometri (170 mi) della Valle della Loira, dichiarata patrimonio dell'umanità dall'UNESCO. Montsoreau è una tappa importante della Loira à Bicicletta, situata proprio alla confluenza dei fiumi Vienna e Loira, e dopo che i fiumi Cher e Indre si gettinon nella Loira. E il villaggio in cui il fiume Loira è il più largo. È anche da Montsoreau che i turisti possono scegliere di seguire le rive della Loira, la strada dei vigneti o la strada dei trogloditi.

#### Palla Forte
La Palla Forte (in francese: Boule de Fort) è uno sport tradizionale o gioco dell’Angiò storico. Prima è giocato all'aperto nel XV secolo, poi è modernizzato negli anni '60 e praticato al giorno d'oggi su piste di resina sintetica. A lungo mantenuti come club privati, i club di Palla Forte sono ora aperto a tutti i partecipanti. La ciotola del grande campo di Montsoreau si trova in un edificio che ha sostituito il vecchio mercato situato vicino al castello.

## Infrastrutture e trasporti

### Attraversare la Loira
Montsoreau si trova a valle delle confluenze con i principali affluenti della Loira. Questi affluenti hanno gonfiato il letto del fiume, la Loira raggiunge tutta la sua larghezza a Montsoreau, che ha implicazioni per il passaggio da una riva all'altra e spiega la lunghezza eccezionale del ponte di Montsoreau, che è il 174 ° ponte più lungo della Francia. Collega la riva sud su cui Montsoreau è costruito alla riva nord, e città come Saumur e Loudun, a città come Tours, Langeais, Chinon, Rigny-Ussé e Azay-le-Rideau. Inaugurato nel 1917, il ponte fu testimone del primo atto di resistenza della Seconda Guerra Mondiale e fu parzialmente distrutto. Essendo un punto di passaggio importante, è stato ricostruito identicamente subito dopo. A monte di Montsoreau, a monte della confluenza dei fiumi Vienna e Loira, si accede a Montsoreau attraversando due ponti, quello di Bourgueil per attraversare la Loira e quello di Candes-Saint-Martin per attraversare la Vienna.

## Amministrazione
Montsoreau è un comune della Valle della Loira nel dipartimento Maine e Loira, nella regione dei Paesi della Loira. Il comune fa parte della comunità di agglomerazione Saumur Valle della Loira (in francese: communauté d'agglomération Saumur Val de Loire) che raccoglie 47 comuni e 100 000 abitanti. La città è amministrata da un sindaco e 10 consiglieri, eletti ogni sei anni. L'attuale sindaco di Montsoreau è Gerard Persin, eletto il 25 marzo 2014. L'attuale presidente della comunità di agglomerazione Saumur Valle della Loira è Jean-Michel Marchand, che è stato eletto dai consiglieri per l'agglomerato il 12 gennaio 2017. Saumur Valle della Loira amministra la pianificazione urbana, i trasporti, le aree pubbliche, lo smaltimento dei rifiuti, l'energia, l'acqua, l'alloggio, l'istruzione superiore, lo sviluppo economico, l'occupazione e temi europei, e il consiglio comunale di Montsoreau amministra la sicurezza, l'istruzione primaria e secondaria, la prima infanzia, gli aiuti sociali, cultura, sport e salute. Questi mandati sono stati dichiarati dalla legge NOTRE (Legge sulla Nuova Organizzazione Territoriale della Repubblica).